# Pholcus maronita
Pholcus maronita là một loài nhện trong họ Pholcidae. Loài này được phát hiện ở Liban.